# 柏原正樹
柏原正樹（日语：／ Kashiwara Masaki，1947年1月30日—），出生于茨城縣結城市，日本數學家。曾任國際數學聯盟副主席。柏原是佐藤幹夫在東京大學任教時的學生（但博士學籍在京都大學），他們一同創立了代數解析及D-模理論。
柏原教授於2025年獲得亞洲暨非白人第一個阿貝爾獎。

## 略歷
- 1969年5月，毕业于東京大学理学部数学科。
- 1971年3月，東京大学大学院理学系研究科数学専門課程碩士畢業。
- 1971年4月，任京都大学数理解析研究所助手。
- 1974年4月，任名古屋大学理学部助理教授。
- 1978年9月，任京都大学数理解析研究所（RIMS）助理教授。
- 1984年4月，任京都大学数理解析研究所教授。
- 2001年4月，任京都大学数理解析研究所所長（2003年3月卸任）。
- 2007年4月，再任京都大学数理解析研究所所長（2009年3月卸任）。

## 活動
本科時期在東京大學就讀，後來到京都大學追隨佐藤幹夫（沃爾夫數學獎得主），是佐藤幹夫的弟子。在佐藤創立代數解析的過程中，付出了很多心力。
主要研究領域與成果是：超局所解析学、極大過剰決定系理論、量子群結晶基底、大域基底理論、D-加群、柏原-Malgrange V-filtration等等。解決Helgason猜想、Lusztig猜想。解決Kazhdan-Lusztig猜想、一般次元Riemann-Hilbert 問題（Hilbert第21問題的推廣）、 層Ｃにおける佐藤定理。

## 榮譽
- 1981年 - 日本数学会彌永獎：偏及び擬微分方程式系の代数的研究
- 1987年 - 朝日新聞社朝日獎：代数解析学的研究
- 1988年 - 日本学士院日本学士院奖：代数解析学的研究
- 2002年 - 法蘭西科學院外籍院士
- 2007年 - 日本学士院会員
- 2008年 - 藤原科学財團藤原賞：D加群の理論の構築とその応用
- 2018年 - 京都賞基礎科学部門
- 2018年 - 陳省身獎章
- 2020年 - 瑞寶重光章
- 2025年 - 阿貝爾獎[1]

## 著作

### 日文
- 『超函数の構造について』　数学の歩み, 15 (1970), 9-72.
- 『代数解析学の基礎』 (1980)　（河合隆裕・木村達雄との共著） 紀伊国屋書店
- 『代数解析概論』 (2000)　岩波書店

### 英文
- Microfunctions and pseudo-differential eauations, Lecture Notes in Math. 287, Springer, 265-529, (1973). (with M. Sato and T. Kawai)
- Masaki Kahashiwara: Introduction to Microlocal Analysis. L'Enseignement Mathématique. 32, Université de Genève. 1986.
- Masaki Kashiwara: Algebraic Study of Systems of Partial Differential Equations,

(Master's Thesis, Tokyo University, December 1970) Mémoires 63, translated by Andrea D'Agnolo and Jean-Pierre Schneiders, Société Mathématique de France 1995: ISBN 2-85629-046-9
- Masaki Kashiwara and Pierre Schapira: Sheaves on Manifolds.Springer-Verlag. Berlin Heidelberg New York.1990: ISBN 3-540-51861-4.
- Masaki Kashiwara and Pierre Schapira: Categories and Sheaves.Springer-Verlag. Berlin Heidelberg New York.2005: ISBN 3540279490